# Kevin Kayirangwa
Kevin Kayirangwa (11 februari 1991) is een Belgisch zanger, die op 20 mei 2011 het entertainment-programma Idool 2011 won.

## Idool 2011
Kevin werd beroemd met het VTM-programma Idool 2011. In Idool zelf werd hij vooral bekend met het liedje Forget You van Cee Lo Green, dat later op zijn album Thank You verscheen. In 2007 nam hij al deel aan Idool, maar hij bereikte de liveshows toen niet.

## Verdere carrière
In 2012 vormde Kevin een nieuwe Vlaamse boysband met Dean (Idoolwinnaar 2007) en Dennis (uit Idool 2011): 3M8S.
In december 2013 ging de groep uit elkaar. Kayirangwa ging verder onder de artiestennaam Kevin Mason.

## Album
Het allereerste album van Kevin, Thank You, kwam uit ruim twee weken na de overwinning in Idool. Op het album staan tien liedjes, waaronder de single She's Got Moves. Ook de covers Forget You, Master blaster en zijn tweede single Crashing staan erop. Het album werd gemaakt bij Sony Music Inc.

## Discografie

### Albums
| Album met hitnotering(en) in de Vlaamse Ultratop 200 albums | Datum van verschijnen | Datum van binnenkomst | Hoogste positie | Aantal weken | Opmerkingen |
| ----------------------------------------------------------- | --------------------- | --------------------- | --------------- | ------------ | ----------- |
| Thank you                                                   | 27-06-2011            | 02-07-2011            | 2               | 14           | Goud        |

### Singles
| Single met hitnotering(en) in de Vlaamse Ultratop 50 | Datum van verschijnen | Datum van binnenkomst | Hoogste positie | Aantal weken | Opmerkingen                                    |
| ---------------------------------------------------- | --------------------- | --------------------- | --------------- | ------------ | ---------------------------------------------- |
| More to me                                           | 21-03-2011            | 02-04-2011            | 1(5wk)          | 12           | Als onderdeel van Idool 2011 Finalisten        |
| Forget you                                           | 23-05-2011            | 28-05-2011            | 30              | 2            |                                                |
| She's got moves                                      | 23-05-2011            | 28-05-2011            | 1(2wk)          | 10           | Nr. 1 in de Radio 2 Top 30 / Goud              |
| Crashing                                             | 08-08-2011            | 20-08-2011            | tip11           | -            | Nr. 4 in de Radio 2 Top 30 / Nr. 21 in Airplay |
| Done deal                                            | 24-10-2011            | 12-11-2011            | tip16           | -            |                                                |
| Falling down                                         | 06-01-2015            | 19-07-15              | tip38           | -            |                                                |
| Totally Disco                                        | 09-06-2015            | 19-07-15              | tip26           | -            |                                                |